# Diocesi di Tigava
La diocesi di Tigava (in latino Dioecesis Tigavitana) è una sede soppressa e sede titolare della Chiesa cattolica.

## Storia
Tigava, identificabile con El-Kherba nell'odierna Algeria, è un'antica sede episcopale della provincia romana della Mauritania Cesariense.
Una comunità cristiana esisteva a Tigava già nella seconda metà del III secolo, come attesta il martirio di san Tipasio, avvenuto tra il 295 ed il 299. Questo santo è commemorato nel Martirologio Romano alla data dell'11 gennaio con queste parole: A Tigava in Mauritania, nell'odierna Algeria, san Tipasio veterano, martire, che, richiamato nell'esercito, non volle sacrificare agli dèi e fu decapitato.
Attorno al 370 una rivolta di berberi, guidata da un tale Firmus, distrusse una chiesa con battistero presente a Tigava. Il battistero venne fatto ricostruire circa quattro anni dopo dal vescovo Frumenzio, come documentato da un'epigrafe scoperta nel sito archeologico.
Tre sono i vescovi noti grazie alle fonti documentarie. Primoso fu chiamato a comparire davanti all'assemblea dei vescovi riuniti a Cartagine il 13 giugno 407 dal vescovo Aurelio; la sua assenza fu notificata dai vescovi al primate della Mauritania Cesariense, Innocenzo, pure lui assente all'assise cartaginese. Palladio partecipò alla conferenza di Cesarea del 20 settembre 418 assieme a sant'Agostino di Ippona per giudicare l'operato del donatista Emerito, e di cui il santo ci ha lasciato una relazione nell'opera Atti del confronto con Emerito vescovo donatista.
Il nome di Crescente appare al 68º posto nella lista dei vescovi della Mauritania Cesariense convocati a Cartagine dal re vandalo Unerico nel 484; Crescente, come tutti gli altri vescovi cattolici africani, fu condannato all'esilio.
Dal 1933 Tigava è annoverata tra le sedi vescovili titolari della Chiesa cattolica; dal 25 febbraio 2025 il vescovo ausiliare è Hiansen Vieira Franco, vescovo ausiliare di Rio de Janeiro.

## Cronotassi

### Vescovi residenti
- Frumenzio † (menzionato nel 374 circa)
- Primoso † (menzionato nel 407)
- Palladio † (menzionato nel 418)
- Crescente † (menzionato nel 484)

### Vescovi titolari
- Basile Octave Tanghe, O.F.M.Cap. † (28 gennaio 1935 - 13 dicembre 1947 deceduto)
- Alphonse Bossart, O.M.I. † (12 febbraio 1948 - 3 marzo 1963 deceduto)
- John Louis Morkovsky † (16 aprile 1963 - 22 aprile 1975 succeduto vescovo di Galveston-Houston)
- Bernhard Rieger † (20 dicembre 1984 - 10 aprile 2013 deceduto)
- Leomar Antônio Brustolin (7 gennaio 2015 - 2 giugno 2021 nominato arcivescovo di Santa Maria)
- Cristián Castro Toovey (22 giugno 2021 - 23 marzo 2024 nominato vescovo di Santa María de Los Ángeles)
- Hiansen Vieira Franco, dal 25 febbraio 2025